# Cara Michelle
 (mai 2025).
Si vous disposez d'ouvrages ou d'articles de référence ou si vous connaissez des sites web de qualité traitant du thème abordé ici, merci de compléter l'article en donnant les références utiles à sa vérifiabilité et en les liant à la section « Notes et références ».
Cara Michelle, née le 1er février 1978 à  Hawaii, É.-U.), est une modèle et actrice américaine. Elle a été playmate dans l'édition de Décembre 2000 de Playboy, photographiée par Arny Freytag et Stephen Wayda.
Mesurant 6 pieds 2 pouces soit environ 1,88 m, Cara Michelle est à ce jour la plus grande playmate de l'histoire du magazine, surpassant la précédente qui était Susan Miller (mannequin), Miss Septembre 1972, qui ne mesurait « que » 6 pieds 1 pouce, environ 1,85 m.